# Beaulieu (Arnhem)
Landhuis Beaulieu is een rijksmonument aan het Meester D. van Ruijvenpad in Arnhem in de provincie Gelderland.
Beaulieu (Frans: mooie plek) werd ca. 1860 als buitenverblijf gebouwd, mogelijk in opdracht van Koning Willem III. Het gebouw is gebouwd in neoclassicistische stijl.

## Verbouwingen
Het gebouw is in 1900 uitgebreid, en in 1930 verbouwd tot logegebouw van de vrijmetselaren. Bij die verbouwing werd de Latijnse tekst Amicitiae fundamentum virtus (Deugd is de basis voor vriendschap) aan het gebouw aangebracht, het motto van de Arnhemse Loge De Geldersche Broederschap.
Van 1986 tot 1988 werd het gebouw door de woningbouwvereniging verbouwd tot een appartementencomplex met 33 woningen.